# Atari 8-bitna obitelj
Atari 8-bitna obitelj je serija 8-bitnih kućnih računala koji su proizvođeni od 1979. do 1992. Svi su bili zasnovani na procesoru 6502 proizvođača MOS Technology (kasnije 6502C), a i prva računala s posebno razvijenim čipovima za posebne namjene (ANTIC i CTIA/GTIA/FGTIA zaduženi za grafiku i prikaz na zaslonu, POKEY zadužen za tipkovnicu, zvuk i U/I komunikaciju, a poslije i FREDDIE zadužen za rad s memorijom). Razvoj cijele serije počinje odmah nakon predstavljanja igraće konzole Atari 2600, 1977.

## Modeli 400 i 800
Modeli 400 i 800 su predstavljeni krajem 1978. godine.
Imena su asocirala na osnovnu količinu RAM-a: 4 KB kod modela 400 i 8 KB kod modela 800 (uz mogućnost proširenja do 48 KB). Padom cijena memorije, nudili su se i u verzijama s 8 i 16 KB RAM-a, da bi na kraju model 800 bio standardno isporučivan s 48 kb RAM-a. Operativni sustav je bio u ROM-u kapaciteta 10 KB. Procesor im je radio na 1,79 MHz (NTSC verzija) i 1,77 MHz (PAL verzija).
Imali su utore za memorijske module (tzv. Cartridge port) kapaciteta 8 KB, i to model 400 jedan utor, a model 800 dva utora, te četiri 9 pinske utičnice za igraće palice, RF priključak (model 800 je imao i priključak za zaslon), 4 kanalni mono zvuk raspona 3,5 oktave, a bitna razlika je bila u tipkovnici. Model 400 je imao membransku tipkovnicu za razliku od modela 800 koji je imao klasičnu tipkovnicu. Najveća razlučivost prikaza je bila 320×192 piksela u 12 grafičkih načina u najviše 16 boja u 8 nijansi (inačice s GTIA čipom umjesto CTIA čipa su mogle prikazati i 256 boja), te 5 tekstualnih načina razlučivosti od 20×12 do 40×24 znaka.
Od vanjskih memorijskih uređaja u ponudi su bili kazetofon model 410 (kapaciteta oko 100 KB po kazeti od 60 minuta i brzine prijenosa oko 600 bit/s), disketne pogone formata 5¼", i to jednostrane, modeli 810 (kapaciteta 90 KB, jednostruke gustoće zapisa) i 815 (kapaciteta 180 KB, dvostruke gustoće zapisa), oba brzine prijenosa podataka od 19,2 KB/s. Od pisača tržištu su bili ponuđeni modeli 820 (iglični, 40 stupčani), 825 (iglični, 80 stupčani) te model 822 (termalni, 40 stupčani). Od modema u prodaji su bili modeli 830 i 835 (brzine 300 bauda). Brojnu dodatnu opremu su proizvodili i mnogi nezavisni proizvođači.
- Atari 400
- Atari 800
- Atari 810 (disketni pogon)
- Atari 850 (dodatak za proširenje)
- Atari 410 (kazetofon)

## XL serija
Početkom 1982. na tržištu se pojavljuje XL serija. Prvi model, 1200XL zamišljen kao zamjena za staru seriju se pokazao kao promašaj. Operativni sustav nije bio kompatibilan sa starim modelima, nije imao mogućnost proširenja, i općenito malo poboljšanja u odnosu na staru seriju brzo ga je bacilo u zaborav, i proizvodnja prestaje već 1983.
Ubrzo na tržište izlaze modeli 600XL i 800XL. Novi procesor (6502C) radio je na istoj frekvenciji  kao i kod modela 400 i 800. Oba modela imala su operativni sustav, programski jezik BASIC i dijagnostički test u ROM-u, kapaciteta 24 kb. Model 600XL je imao 16 KB RAM-a (proširivo do 64 KB), a model 800XL je imao 64 KB RAM-a. Oba modela imala su jedan utor za memorijske module kapaciteta 16 KB, dvije 9-pinske utičnice za igraće palice, Parallel Bus Interface, RF priključak i 4 kanalni mono zvuk raspona 3,5 oktave. Grafičke mogućnosti su bile nešto poboljšane u odnosu na stariju seriju. Novi GTIA čip je povećao broj grafičkih načina s 12 na 16, a broj boja je povećan na 256 (16 boja u 16 nijansi).
Od vanjskih memorijskih uređaja, serija XL je nudila kazetofon model 1010 (značajki kao i stari model 410), te disketni jednostrani pogon model 1050, formata 5¼" te maksimalnog kapaciteta 130 KB. Od pisača, bili su ponuđeni modeli 1020 (četverobojni ploter, 40 stupčani), 1025 (iglični, 80 stupčani)  i 1029 (iglični, 80 stupčani), te model 1027 (daisy wheel, 80 stupčani). Također je bio i ponuđen modem, model 1030, brzine 300 bauda.
Uz Commodore 64, ZX Spectrum i Apple II, XL serija je bila najpopularnije kućno računalo tog doba. 
Serija XL je imala još modela koji su uglavnom završili kao prototipovi i nikad nisu bili serijski proizvedeni: 1400XL (ugrađeni modem i sintetizator govora, 1450XLD (kao i 1400XL, uz ugrađen disketni pogon), 1600XL, 1650XLD i 1850XLD. Razvoj većine ovih modela zaustavljen je dolaskom Jacka Tramiela na čelo Atarija.
- Atari 600XL
- Atari 800XL
- Atari 1010 (kazetofon)
- Atari 1020 (četverobojni ploter)
- Atari 1050 (disketni pogon)
- Atari 1027 (pisač)

## XE serija
Upravo tada (1985.) na tržište izlazi serija XE, praktično ista XL serija, s novim dizajnom i nekim sitnim razlikama. Model 65XE je bio stari model 800XL, ali bez Parallel Bus Interfacea, i kao takav, jeftinija varijanta.Europska verzija modela 65XE (u Njemačkoj i istočnoj Europi označavan kao 800XE), te model 130XE imali su nešto bolju arhitekturu (u odnosu na staru seriju), 24 KB ROM-a, 128 KB RAM-a (130XE), dvije 9-pinske utičnice za igraće palice, Enhanced Cartidge Interface (umjesto Parallel Bus Interfacea), RF priključak i 4 kanalni mono zvuk raspona 3,5 oktave. Modeli prodavani na istočnoeuropskom tržištu imali su problematičan GTIA čip, a to je posebno bilo izraženo kod modela koji su bili proizvedeni 1991. u Kini.
Od vanjskih memorijskih uređaja, serija XE je nudila kazetofon, modele XC11 i XC12 (značajke kao i kod svih starijih modela), dvostranu disketnu jedinicu XF551 formata 5¼" te kapaciteta 360 KB. Od modema bili su nuđeni modeli XM301 (brzine 300 bauda) i SX212 (brzine 1200 bauda), a od pisača model XMM801(iglični, 80 stupčani), te XDM121 (daisy wheel, 80 stupčani).
Kao i serija XL, i ova serija je imala modele koji nisu ušli u serijsku proizvodnju ili su prošli neslavno na tržištu: 65XEM (s posebnim čipom Amy za zvuk) i 65XEP (prvi Atarijev prijenosnik s disketnim pogonom formata 3½" i monokromatskim zelenim zaslonom veličine 5" ), kao i disketni pogoni formata 3½", modeli XF351 i XF354.
XE serija je bio pokušaj produžavanja XL serije, ali je ubrzo i ona napuštena, jer je tada Atari već počeo razvijati 16 bitnu ST seriju računala.
- Atari 65XE
- Atari XC12 (kazetofon)
- Atari 130XE

## Inačice operativnog sustava
- OS Rev. A - 10 KB ROM (prve serije modela 400 i 800)
- OS Rev. B - 10 KB ROM (ispravljene greške Rev. A)
- OS Rev. 10 - 16 KB ROM (model 1200XL)
- OS Rev. 11 - 16 KB ROM (ispravljene greške Rev. 10)
- OS Rev. 1 - 16 KB ROM (model 600XL)
- OS Rev. 2 - 16 KB ROM (model 800XL)
- OS Rev. 3 - 16 KB ROM (modeli 800XE/130XE)

U početku XL serije, ugrađivana je B inačica Atari basica, a nakon ispravljanja greški, računala se isporučuju s C inačicom Atari basica.

## Inačice DOS-a
- DOS 1.0 - prva inačica
- DOS 2.0S, 2.0D - poboljšan DOS 1.0, standardan za disketni pogon 810. 2.0D je bio namijenjen disketnom pogonu 815, ali nikad nije zaživio
- DOS 3.0 - isporučivan uz disketni pogon 1050, a zbog drukčijeg sustava zapisa bio je nekompatibilan s prethodnim inačicama
- DOS 2.5 - zamijenio DOS 3.0, identičan s DOS 2.0S, uz mogućnost čitanja i pisanja na enhanced density disketama
- DOS 4.0 - namijenjen modelu 1450XLD, doživio sudbinu istog modela
- DOS XE - namijenjen XF551 disketnom pogonu

Gore spomenute inačice DOS-a je proizvodio Atari, a postojale su i druge inačice DOS-a nezavisnih proizvođača: MyDOS, SpartaDOS i druge.

## Neki od uslužnih programa
- Atari Assembler Editor
- Atari Macro Assembler
- Atari Microsoft BASIC
- Turbo Basic XL
- BASIC XL
- Advan BASIC
- Deep Blue C
- Atari Logo
- INTER LISP/65
- Atari PILOT
- Kyan Pascal
- Forth

## Neke od popularnih igara
|  | - Alternate Reality - Amaurote - Ballblazer - Boulder Dash - Cavelord - Centipede - Donkey Kong - Draconus - Feud - Flip And Flop - Fort Apocalypse - Gauntlet - Herbert - H.E.R.O. - Joust | - Koronis Rift - M.U.L.E. - Mercenary - Miner 2049er - Montezumas Revenge - Pac-Man - Pharaoh's Curse - Pole Position - Rescue on Fractalus - Spy vs Spy - Star Raiders - The Eidolon - Warhawk - Zorro - Zybex |

## Vanjske poveznice
- Muzej Atarija  Arhivirana inačica izvorne stranice od 22. srpnja 2012. (Wayback Machine) (engl.)
- Muzej Atarija (njem.)
- Informacije o ANTIC čipu
- Informacije o GTIA čipu
- Informacije o POKEY čipu  Arhivirana inačica izvorne stranice od 5. siječnja 2011. (Wayback Machine)
- Informacije o FREDDIE čipu  Arhivirana inačica izvorne stranice od 14. veljače 2006. (Wayback Machine)